# 伊格纳西奥·门迪
伊格纳西奥·门迪（西班牙語：Ignacio Mendy，2000年6月29日—），阿根廷男子橄榄球运动员。他曾代表阿根廷七人制国家队参加2020年夏季奥林匹克运动会七人制橄榄球比赛，获得一枚铜牌。